# Kdousov
Kdousov (ve starých písemnostech Kduesow, Gdusow, Kdusow, Gdausow, Kdausow, Gdausau, Gdossau, Kdaosow) je obec v okrese Třebíč v Kraji Vysočina, asi 5 km jihovýchodně od Jemnice. Žije zde 118 obyvatel.
Sousedními obcemi sídla jsou Mladoňovice, Slavíkovice, Kostníky a Hornice.

## Název
Jmeno vesnice (v nejstarších dokladech Kdúsov) bylo odvozeno od osobního jména Kdús (založeném na příslovci kde) a znamenalo "Kdúsův majetek".

## Geografie
Kdousovem ze severu na jih prochází silnice z Mladoňovic a Dobré Vody do Kostníků, západně pak vede užitková silnice do polí, východně pak užitková silnice k Tříletému mlýnu. Západně a východně od zastavěného území obce obchází zastavěné území obce užitkové silnice. 
Většina území obce je zemědělsky využívána, drobně zalesněná a svažitá je pouze oblast nad hlubokým údolím řeky Bihanky na východním okraji území obce. Na východním okraji zastavěného území obce se nachází areál tesařství.
Severně od území obce protéká potok Rakovec, který také tvoří část severní hranice obce a na východním okraji území obce se vlévá do řeky Bihanky, ta protéká hlubokým údolím a tvoří velkou část východní hranice obce, jižní část hranice obce tvoří soustava rybníků a nepojmenovaný potok, který se vlévá do Bihanky. Nedaleko Tříletého mlýna se nachází rybníček Albínka. Do Bihanky se vlévá několik nepojmenovaných potoků z obou stran řeky. 
Většina území obce se nachází na rovině v nadmořské výšce kolem 450 metrů nad mořem, východní okraj se nachází v hlubokém údolí řeky Bihanky, ta teče ve výšce cca 400 metrů nad mořem. Nad Tříletým mlýnem na řece Bihance se nachází skalní útvary, stejně tak na druhé straně údolí řeky Bihanky. Jihozápadně od území obce se nachází kopec Doubrava (516 metrů).
Zastavěné území obce se nachází uprostřed území obce, dosahuje svou délkou severního i jižního okraje území obce. Na východním okraji území obce se nachází Tříletý mlýn.

## Historie
V okolí obce byly nalezeny keramické úlomky nádob z mladší doby kamenné. Nedaleko kostela svatého Linharta byly také nalezeny hroby s ostatky s esovitými záušnicemi. První písemná zmínka o obci pochází z roku 1342 (Kdussow), kdy je zmíněno jako dar markraběte Karla pustiměřskému klášteru. Tomu patřila vesnice až do roku 1501, kdy jeho abatyše předala správu nad vesnici Václavovi z Ludanic, patronát však klášteru zůstal. Část Kdousova však patřila do bítovského panství, ale od roku 1519 byla prodána Adamovi z Bačkovic a stala se součástí polického panství. 
Roku 1528 získali vesnici s tvrzí a Polici s tvrzí Anna z Bačkovic a Kuna z Kunštátu Janovi z Tavíkovic, tím se stala vesnice součástí polického panství.
V roce 1564 pak získala polické panství Eva Tavíkovská, která se v roce 1576 spolčila s manželem a ta pak za dobrozdání Rudolfa II. získala celý majetek svého manžela a v roce 1590 darovala polické panství druhému manželovi Jiřímu Kryštofovi Teuflovi z Gundersdorfu. V roce 1600 pak získala panství v Polici Voršila Lorantka z Inky, v roce 1679 pak získali polické panství Berchtoldové.
Během třicetileté války obec nebyla výrazněji poškozena, jen na části obce, která patřila polickému panství bylo opuštěno několik stavení. V 17. století v obci již byla škola, ale ta později vyhořela, ale kolem roku 1672 byla postavena nová školní budova. Další školní budova pak byla postavena v roce 1775, ta pak vyhořela v roce 1820 a později v roce 1894 byla postavena další školní budova. Roku 1909 v obci vznikl spolek Omladina, roce 1931 byla vesnice elektrifikována. Roku 1949 bylo v obci založeno JZD, roku 1971 se sloučily JZD v Kostníkách a Kdousově a v roce 1975 byly tato JZD sloučena do JZD Doubrava v Polici. Roku 1948 byl v obci postaven kulturní dům. V roce 1981 byla zrušena škola v obci a budova byla zakoupena místním JZD a přestavěna na bytový dům.
Do roku 1849 patřil Kdousov do kdousovského panství, od roku 1850 patřil do okresu Dačice, pak od roku 1896 do okresu Moravské Budějovice a od roku 1960 okresu Třebíč. Mezi lety 1980 a 1990 patřil Kdousov pod Polici, následně se obec osamostatnila. Do roku 1849 pod kdousovský statek pak spadaly ještě Jiratice a Malý Dešov.

## Obyvatelstvo
| Rok            | 1869 | 1880 | 1890 | 1900 | 1910 | 1921 | 1930 | 1950 | 1961 | 1970 | 1980 | 1991 | 2001 | 2011 | 2021 |
| -------------- | ---- | ---- | ---- | ---- | ---- | ---- | ---- | ---- | ---- | ---- | ---- | ---- | ---- | ---- | ---- |
| Počet obyvatel | 237  | 222  | 265  | 259  | 226  | 251  | 272  | 219  | 224  | 184  | 144  | 128  | 108  | 116  | 120  |
| Počet domů     | 47   | 48   | 50   | 49   | 50   | 51   | 54   | 54   | 53   | 53   | 50   | 59   | 59   | 59   | 58   |

## Politika

### Volby do Poslanecké sněmovny
|       | 2006              | 2010              | 2013               | 2017              | 2021                 |
| ----- | ----------------- | ----------------- | ------------------ | ----------------- | -------------------- |
| 1.    | ČSSD (34,92 %)    | ČSSD (21,62 %)    | ČSSD (19,4 %)      | ANO (31,14 %)     | SPOLU (31,66 %)      |
| 2.    | ODS (22,22 %)     | ODS (18,91 %)     | ANO 2011 (19,4 %)  | STAN (14,75 %)    | ANO (26,66 %)        |
| 3.    | KSČM (19,04 %)    | KSČM (13,51 %)    | KSČM (19,4 %)      | SPD (11,47 %)     | Piráti+STAN (15,0 %) |
| účast | 67,74 % (63 z 93) | 77,08 % (74 z 96) | 64,15 % (68 z 106) | 63,92 % (62 z 97) | 63,83 % (60 z 94)    |

### Volby do krajského zastupitelstva
|      | 1.                      | 2.             | 3.                         | účast              |
| ---- | ----------------------- | -------------- | -------------------------- | ------------------ |
| 2000 | 4KOALICE (50 %)         | KSČM (20 %)    | ODS (16,66 %)              | 35,29 % (30 z 85)  |
| 2004 | KDU-ČSL (44,44 %)       | KSČM (25,92 %) | ODS (22,22 %)              | 30 % (27 z 90)     |
| 2008 | ČSSD (39,13 %)          | ODS (26,08 %)  | KDU-ČSL (15,21 %)          | 51,69 % (46 z 89)  |
| 2012 | ODS (20,4 %)            | ČSSD (18,36 %) | KSČM (16,32 %)             | 52,34 % (56 z 107) |
| 2016 | STO (39,47 %)           | ČSSD (18,42 %) | ANO 2011 (15,78 %)         | 39 % (39 z 100)    |
| 2020 | ODS+STO (25 %)          | ANO (25 %)     | Piráti (22,5 %)            | 39,42 % (41 z 104) |
| 2024 | ODS+TOP 09+STO (37,5 %) | ANO (33,33 %)  | SPD+Trikolora+PRO (6,25 %) | 49 % (49 z 100)    |

### Prezidentské volby
V prvním kole prezidentských voleb v roce 2013 první místo obsadil Miloš Zeman (24 hlasů), druhé místo obsadil Jan Fischer (14 hlasů) a třetí místo obsadil Vladimír Franz (12 hlasů). Volební účast byla 72,64 %, tj. 77 ze 106 oprávněných voličů. V druhém kole prezidentských voleb v roce 2013 první místo obsadil Miloš Zeman (47 hlasů) a druhé místo obsadil Karel Schwarzenberg (23 hlasů). Volební účast byla 67,96 %, tj. 70 ze 103 oprávněných voličů.
V prvním kole prezidentských voleb v roce 2018 první místo obsadil Miloš Zeman (32 hlasů), druhé místo obsadil Pavel Fischer (10 hlasů) a třetí místo obsadil Jiří Drahoš (9 hlasů). Volební účast byla 64,95 %, tj. 63 ze 97 oprávněných voličů. V druhém kole prezidentských voleb v roce 2018 první místo obsadil Miloš Zeman (46 hlasů) a druhé místo obsadil Jiří Drahoš (24 hlasů). Volební účast byla 70,71 %, tj. 70 ze 99 oprávněných voličů.
V prvním kole prezidentských voleb v roce 2023 první místo obsadil Andrej Babiš (32 hlasů), druhé místo obsadil Petr Pavel (18 hlasů) a třetí místo obsadila Danuše Nerudová (8 hlasů). Volební účast byla 68,37 %, tj. 67 ze 98 oprávněných voličů. V druhém kole prezidentských voleb v roce 2023 první místo obsadil Petr Pavel (37 hlasů) a druhé místo obsadil Andrej Babiš (30 hlasů). Volební účast byla 69,79 %, tj. 67 ze 96 oprávněných voličů.

## Pamětihodnosti
- Kostel svatého Linharta z doby kolem roku 1341[4]
- Výklenková kaplička
- Sochy svatého Jana Nepomuckého z roků 1712 a 1741[4]
- Fara z roku 1763
- Sýpka z poloviny 18. století[4]
- Statek z poloviny 18. století[4]
- Pamětní deska k výročí založení Československa, původně z roku 1928, ta byla odstraněna a znovu umístěna roku 1980[4]

## Osobnosti
- Josef Cvak (?), grafik a pedagog
- Bohumír Koukal (1912–1979), divadelní herec[30]
- František Puchnar (1934–2018), kněz z třebíčské baziliky sv. Prokopa, který byl kvůli svému náboženskému smýšlení nucen opustit po roce 1968 místo učitele, poté absolvoval teologickou fakultu a byl vysvěcen ve svých 38 letech knězem.
- Jan Švábeník (1886–1942), PhDr., zoolog a pedagog, Jan Švábeník učil přírodní vědy a fyziku na nižším stupni gymnázia ve Valašském Meziříčí a v Břeclavi. Byl velmi společenský, miloval hudbu, koncerty, divadlo, plesy. V Brně vyučoval na učitelském ústavu biologii a pedagogiku (zde mimo jiné učil i herce Karla Högra). V roce 1935 byl přeložen do Olomouce jako ředitel tamního učitelského ústavu. V Olomouci byl v září 1941 zatčen gestapem. Po převezení do Brna vězněn v Kounicových kolejích, odkud byl v březnu 1942 transportován do Osvětimi, kde 16.3.1942 zemřel. Vyznamenán: Československý válečný kříž 1939 in memoriam (udělen 15.12.1945, číslo matriky 14 772).
- Karel Švábeník (1895–1985), JUDr., advokát
- František Švábeník (1885–1971), ThDr., teolog

## Galerie

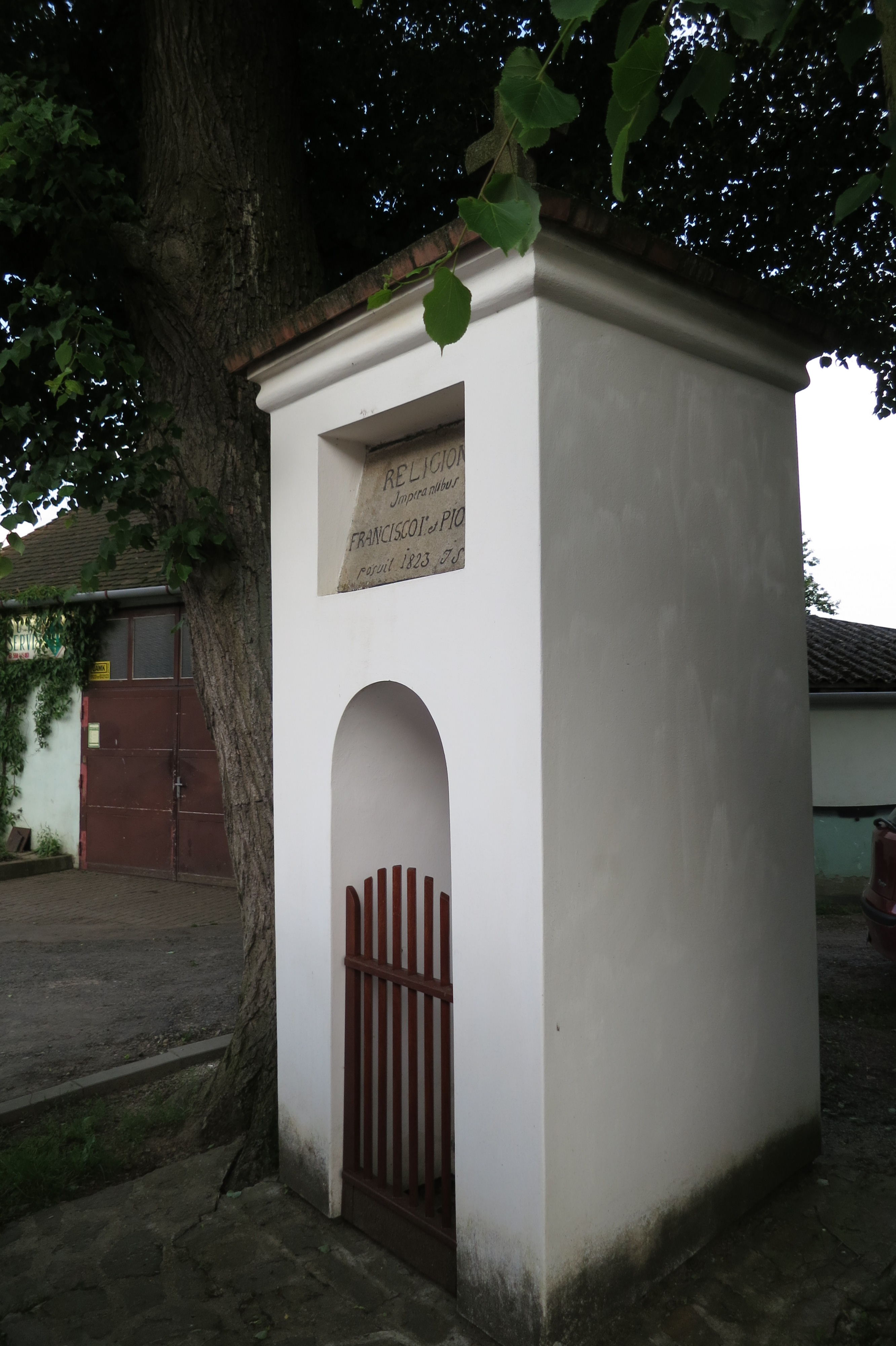
Výklenková kaplička
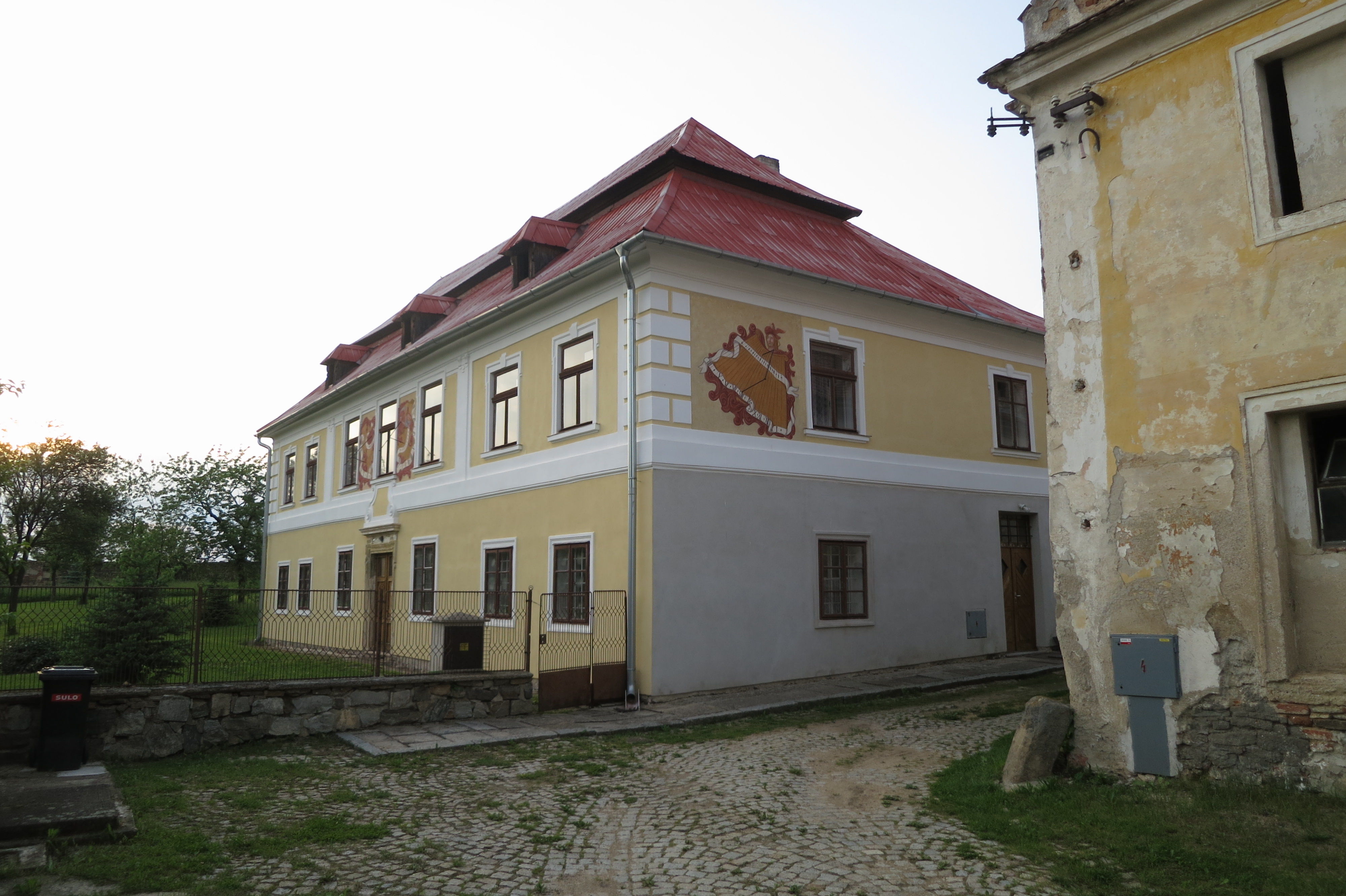
Fara
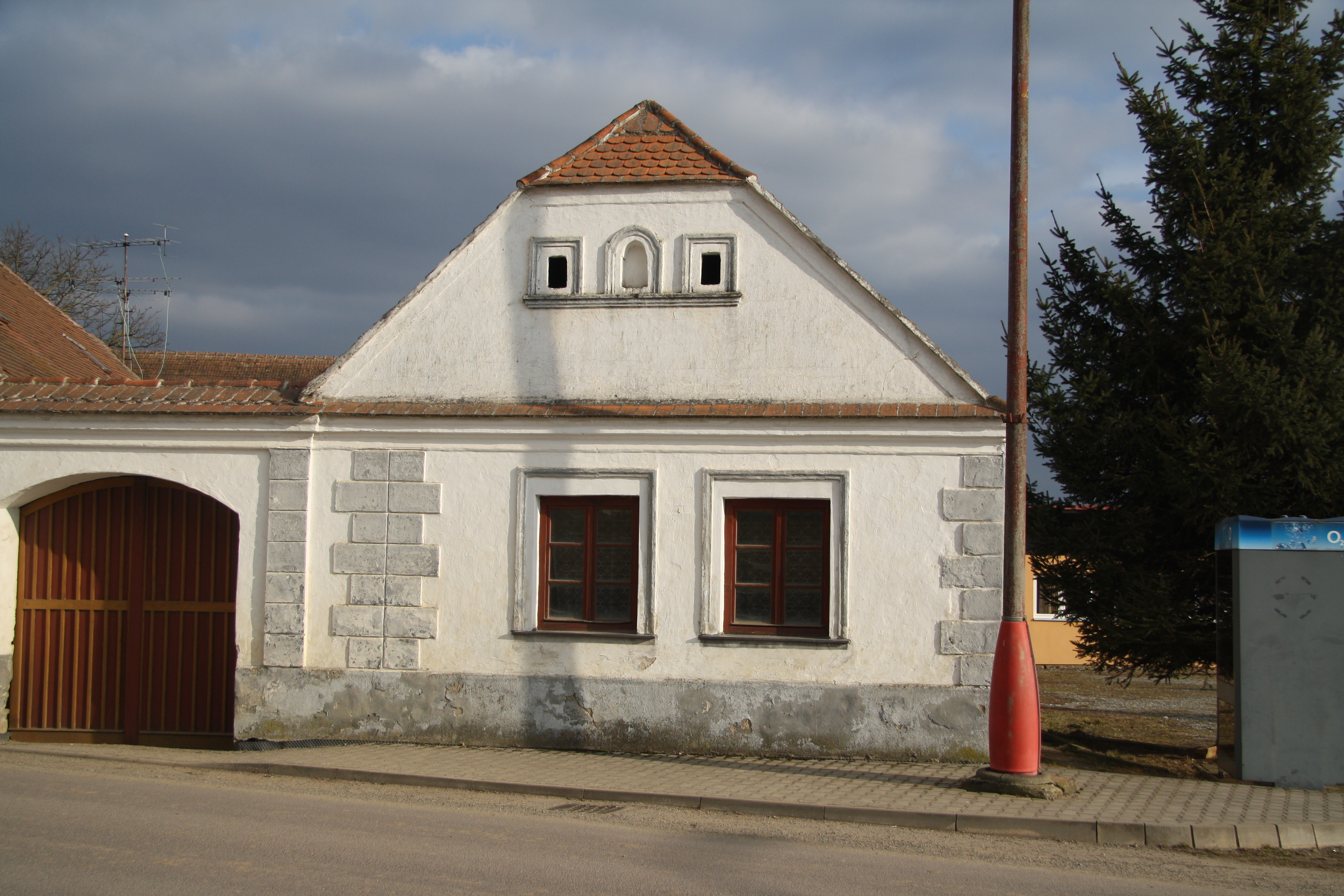
Stavení čp. 14